# Sarab-e Tawe
Sarab-e Tawe (pers. سرابتاوه) – miejscowość w Iranie, w ostanie Kohgiluje wa Bujerahmad. W 2006 roku miejscowość liczyła 5590 mieszkańców w 1167 rodzinach.